# کانیتو (بازیکن فوتبال)
نیکانور ساگاردوی گونزالو، معروف به کانیتو (انگلیسی: Canito; ۱۸ مارس ۱۹۳۱ – ۲۴ ژوئن ۱۹۹۸) بازیکن فوتبال اهل اسپانیا بود که در پست مدافع بازی می‌کرد.

## دوران حرفه‌ای
کانیتو در سال ۱۹۴۸ با باشگاه کشور باسک اتلتیک بیلبائو قرارداد امضا کرد.
وی همچنین تیم ملی فوتبال اسپانیا بازی کرده‌است.